# Сото-ла-Марина (река)
Сото-ла-Марина (исп. Soto La Marina) — река в Мексике. Длина реки — 416 км. Площадь водосборного бассейна — 21 183, по другим данным 21 475 км². Средний расход воды — 2086 млн м³/год (66,1 м³/с).

## География
Верховья реки Сото-ла-Марина находятся в горах Сьерра-Мадре-Ориенталь в сосново-дубовых лесах на высоте около 3000 метров в муниципалитете Генерал Сарагоса, штат Нуэво-Леон. Растительность в верховьях реки представляет собой сосново-дубовый лес «Сьерра-Мадре Ориенталь». В окрестностях города «Хенераль Сарагоса» находится несколько живописных водопадов.
Называемая Рио-Бланко, река сначала течет на север, затем поворачивает на восток около Арамберри и входит в штат Тамаулипас, где называется рекой Пурификасьон. Рио Пурификасьон соединяется с Рио Корона возле города Падилья, штат Тамаулипас, где река запружена для создания водохранилища Висенте Герреро. От этого места вниз по течению река называется Сото-ла-Марина. Выйдя на прибрежную равнину, река проходит через город Сото-ла-Марина. В устье она образует дельту и впадает в Мексиканский залив через два выхода. Самые нижние 50 километров реки судоходны. Сото-ла-Марина — тринадцатая по длине река в Мексике.
Нижнее течение Сото-ла-Марина проходит через полузасушливый регион под названием «Тамаулипан мезквиталь», который характеризуется субтропическими низкими деревьями и кустарниками.

## История
Испанец Франсиско де Гарай открыл реку Сото-ла-Марина в 1523 году. Гарай, губернатор Ямайки, возглавил экспедицию из 600 человек для создания колонии на реке Пануко, но по ошибке высадился в ста милях к северу от устья реки Сото-ла-Марина, которую он назвал рекой Рио-де-лас-Пальмас. Он провёл разведку, отправив небольшую лодку вверх по реке примерно на 25 миль, и, вероятно, достиг современного города Сото-ла-Марина. Исследователи обнаружили 40 индейских лагерей вдоль реки, что свидетельствует о большом количестве населения, хотя индейцы, очевидно, не занимались сельским хозяйством. Индейцы плавали по реке на каноэ и, хотя поначалу были дружелюбны, потом стали враждебны. Поняв, что эта река не Пануко, Гарай приказал совершить сухопутный марш на юг, к Пануко.
Некоторые учёные отождествляют Рио-де-лас-Пальмас с Рио-Гранде, но большинство считает, что это была река Сото-ла-Марина.